# Alex Giorgetti
Alex Giorgetti (Budapest, 1987. december 24. –) olimpiai ezüstérmes (2012), világbajnok (2011), és Európa-bajnoki bronzérmes (2014) olasz válogatott vízilabdázó.